# Redskapsfäste

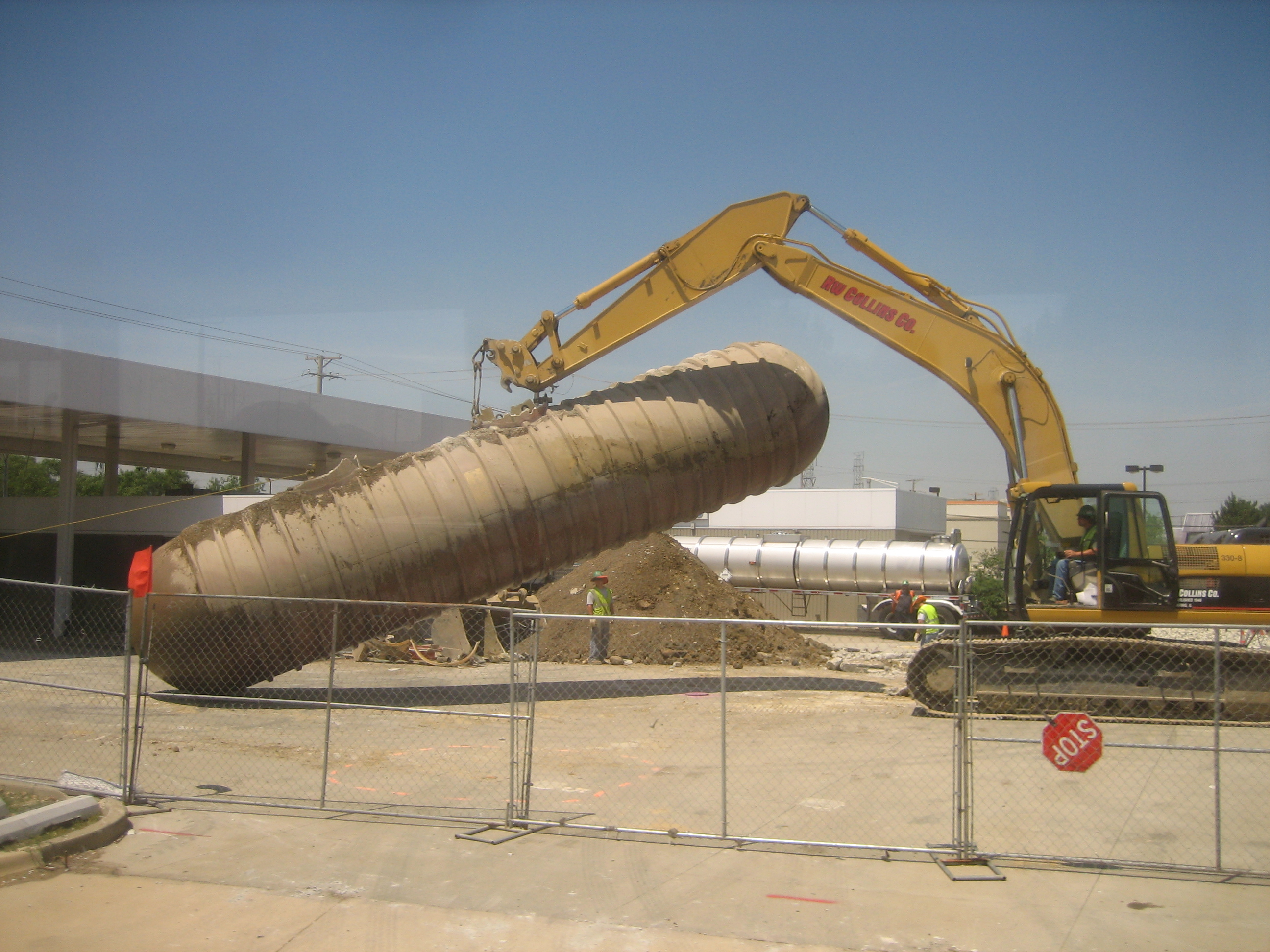
Grävmaskin som lyfter en behållare med hjälp av krokar i maskinens annars blottade redskapsfäste.

Ett redskapsfäste är den del av en arbetsmaskin där det går att hänga på olika typer av redskap. Det finns många olika arbetsmaskiner som har redskapsfästen, exempelvis grävmaskiner, frontlastare och hjullastare.
En grävmaskins ordinarie skopa kan bytas ut mot exempelvis tjälkrok, asfaltsskärare, grip eller pallgafflar. Dessa ansluts då till redskapsfästet. Andra exempel på redskap för redskapsfästen är stockgripar, balgripar, balspjut och pikar.
Det finns många olika typer av redskapsfästen, både standard och tillverkares egna modeller.